# 北郷忠虎
北郷 忠虎（ほんごう ただとら）は、日向国の戦国武将。北郷氏11代当主。北郷時久の次男。
忠虎には同母兄の相久がいたが、天正9年（1581年）、突如時久と相久は不和となり、相久が自害に追い込まれたことによって嫡子となった。
天正初年度より島津氏に加勢し、天正9年（1581年）の相良義陽との戦いでは島津義虎とともに功績を挙げ、以後も主に肥後国方面での戦いに参加し、島津氏の九州制覇に大きく貢献した。
天正15年（1587年）の豊臣秀吉による九州征伐に対しては島津義弘と共に強硬派であり、島津義久が降伏した後も父と共に都城に立てこもり抵抗の姿勢を見せたが、後に義久の説得により降伏する。その後の秀吉の扱いは抵抗した武将に対する物としては異例で、島津家を介さず直接所領安堵の朱印状をもらうなど大名に準じた扱いを受けている。
文禄元年（1592年）、朝鮮出兵により忠虎も同年3月3日に都城をたち、4月28日に釜山に着陣後は毛利高政の配下となり江原道まで転戦している。文禄2年（1593年）閏9月6日に、弟の三久を代理として送ることでようやく帰国の許可がおりる。しかし、帰国した翌文禄3年（1594年）3月に正室が死去。その喪も明けない7月にまた参陣の命が降り、再び朝鮮に渡る。同年12月14日、唐島（現在の加徳島とされる）で病死した。享年39。
正室との間に子供はなく、側室との間にいた一子・長千代丸（忠能）が跡目を相続した。